# Massey Ferguson 253
Le Massey Ferguson 253 (MF253) est un tracteur agricole produit de 1988 à 1998 par Massey Ferguson.